# Belinda Peregrín
Belinda Peregrín Schüll, mais conhecida como Belinda (Madrid, 15 de agosto de 1989), é uma cantora, atriz, compositora, empresária, produtora, diretora e modelo hispano-mexicana. Aos quatro anos, Belinda saiu da Espanha para morar no México, com sua família, onde vive desde então. Devido seu sucesso na música, recebeu da mídia o titulo de "Princesa do Pop Latino".
Seu primeiro álbum autointitulado lançado em 2003, foi um grande sucesso comercial, recebendo disco triplo de platina no México e platina nos Estados Unidos, vendendo mais de 2 milhão de cópias em todo o mundo. Seu segundo álbum, Utopía (2006), trouxe os sucessos "Ni Freud, Ni Tu Mamá", "Bella Traición" e "Luz Sin Gravedad", e lhe rendeu um disco de platina no México e duas indicações ao Grammy Latino de Melhor Álbum Pop Feminino e Canção do Ano com "Bella Traición". O álbum vendeu mais de 1 milhão de cópias em todo o mundo. Seu terceiro álbum Carpe Diem (2010), foi certificado como disco de ouro no México, após dois dias do lançamento, por mais de 30.000 cópias vendidas, e trouxe o single de sucesso "Egoísta", com a participação do rapper Pitbull, Em 2013, ela lançou seu quarto álbum Catarsis, que estreou em primeiro lugar no México, onde recebeu disco de platina dupla, por mais de 120 mil cópias vendidas. Belinda já vendeu mais de 10 milhões de álbuns em todo o mundo.
Seu primeiro trabalho como atriz foi na novela infantil Amigos x siempre em 2000, interpretando a protagonista Ana Capistrán. Em 2001, estrelou a novela Aventuras en el tiempo, e em seguida, protagonizou Cómplices al rescate, como as gêmeas Mariana e Silvana. Por esse trabalho, Belinda ganhou diversos prêmios e uma indicação ao Grammy Latino. Em 2006, atuou no filme musical do Disney Channel, The Cheetah Girls 2. Em 2009, estrelou a novela Camaleones, como Valentina Izaguirre.

## Biografia
Filha mais velha do espanhol Jose Ignacio Peregrin Gutierrez e da franco-espanhola Belinda Schull Moreno, Belinda Peregrín Schüll nasceu na cidade espanhola de Madrid em 15 de agosto de 1989. É neta do toureiro francês Pierre Schüll. Seu pai e seu tio tinham uma fábrica de produtos médicos e decidiram abrir outra no México. Belinda mudou-se com sua família para a Cidade do México quando esta tinha apenas quatro anos de idade. Ela tem um irmão mais novo chamado Ignacio Peregrín, como o pai. Belinda fala 4 idiomas: espanhol, inglês e francês.

## Carreira

### 2000—2002: Início de carreira e o Sucesso nas novelas
Belinda iniciou sua carreira em 2000, aos 10 anos, na novela da Televisa Amigos x siempre, interpretando a protagonista Ana Capistrán. A novela foi um enorme sucesso em países da América Latina, e sua trilha sonora conseguiu o primeiro lugar em vendas no México, recebendo disco de platina e ouro. Belinda recebeu os prêmios de Melhor revelação infantil no Prêmio TVyNovelas e Melhor atriz infantil nos Prêmios Palmas de Oro. Em 2001, Belinda estrelou a novela Aventuras En El Tiempo, e venceu um prêmio como Melhor cantora e Atriz nos Prêmios Eres.
Em 2002, Belinda estrelou a novela Cómplices Al Rescate, fazendo o papel das gêmeas Mariana e Silvana, uma pobre e uma rica respectivamente, que converteu-se em uma das novelas infantis mais bem sucedidas, sendo vendida para vários para países. Sua atuação recebeu críticas positivas. Os discos Mariana e Silvana rapidamente entraram no top 20 na Billboard Latina, e em 2002, Belinda recebeu sua primeira indicação ao Grammy Latino como melhor álbum infantil; Também foi indicada a Melhor artista infantil com o álbum Mariana nos Premios Oye!. Ela excursionou com o elenco da novela em países latino-americanos realizando mais de 60 shows ao vivo. Na edição do ano seguinte do Grammy Latino foi novamente indicada com o álbum Cómplices Al Rescate: El Gran Final.
Devido a desentendimentos entre seus pais e a produtora da telenovela Rosy Ocampo, devido o número extra de capítulos ordenados pela Televisa, Belinda acabou deixando a novela no capítulo 91, e foi substituída por Daniela Luján no capítulo seguinte (92).

### 2003—2005:Belindae o Sucesso na música

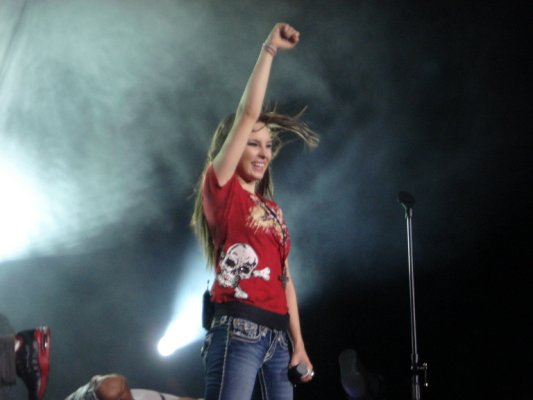
Belinda no auditório Coca-Cola em Monterrey, durante sua turnê Utopia.

No dia 5 de agosto de 2003, Belinda lançou seu primeiro álbum homônimo, através da Sony BMG, e obteve sucesso de vendas na América Latina, principalmente, no México. Com uma marca de mais de 1 milhão de cópias vendidas em todo o mundo, ela recebeu um certificado triplo de platina e de ouro no México da  AMPROFON, um de Platina nos Estados Unidos, por 177.000 cópias vendidas, entre outras certificações no mercado hispânico. O álbum contou com seis singles de sucesso, incluindo "Lo Siento", "Boba Niña Nice" e "Ángel". Em 2004, ela volta a atuar em uma participação na novela Corazones Al Límite, onde a faixa "Vivir" foi tema de abertura.
Entre 2004 e 2005, Belinda promoveu sua primeira turnê solo Fiesta en la Azotea Tour, que além do México e da América Latina, também passou pelos Estados Unidos, Portugal e Espanha. Ela bateu um recorde no Auditório Nacional do México, com 12 concertos consecutivos lotados, e mais de 1,5 milhão de ingressos vendidos. No show de Zócalo, ela teve seu maior público, mais de 125.000 pessoas. Nessa época, também foi lançada uma edição especial de seu álbum, incluído uma nova faixa chamada "No Entiendo", um dueto com a dupla de espanhóis Andy & Lucas. Ela também fez diversas parcerias com outros artistas, como no single "Quién", de Pee Wee.
Em fevereiro de 2005, a cantora lançou seu primeiro DVD ao vivo, Fiesta en la Azotea: En Vivo desde el Auditorio Nacional, um registro de sua primeira turnê, que trouxe bastidores e filmagens dela comemorando seu décimo quinto aniversário. O DVD vendeu mais de 30.000 cópias no México e rendeu a Belinda um disco de platina.

### 2006—2008:The Cheetah Girls 2eUtopía

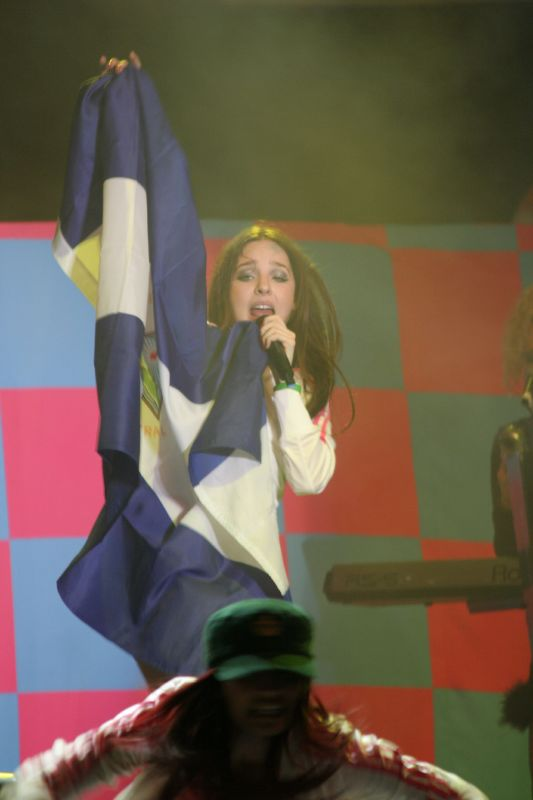
Belinda em 2007 durante show da Tour Utopía na Nicaragua.

Em 2006, Belinda atuou em sua primeira produção em inglês, no filme musical do Disney Channel, The Cheetah Girls 2, onde interpretou a artista pop espanhola Marisol Durán, que competi com as Cheetah Girls em festival de música em Barcelona. O filme estreou no dia 25 de agosto de 2006, se tornando a maior audiência do ano no canal, com um total de 8,1 milhões de espectadores. A trilha sonora do filme, que conta com quatro músicas interpretadas por Belinda, alcançou a quinta colocação na Billboard Hot 200, vendendo mais de 1,4 milhão de cópias nos Estados Unidos, rendendo um certificado de platina pela RIAA.
Seu segundo álbum de estúdio foi lançado em dia 3 de outubro de 2006, intitulado Utopía. Gravado em Los Angeles, esse foi o primeiro álbum de Belinda com a EMI; Contou com a colaboração de vários compositores e produtores como Kara DioGuardi. O disco tem como gênero musical o rock alternativo e o pop rock, e trouxe composições mais trabalhadas e maduras  que o seu antecessor, muitas delas inspiradas no livro Utopia de Thomas More. O álbum foi certificado como platina no México. O single "Ni Freud Ni Tu Mamá" foi um sucesso, e o videoclipe trouxe a participação da atriz Raven-Symoné; Foi seguido de "Bella Traición" e "Luz Sin Gravedad", ambos também obtiveram sucesso. No final do mesmo ano, Belinda, ao lado de vários outros artistas lança o álbum especial de Natal da EMI, Navidad Con Amigos, onde ela interpreta a canção "Rodolfo El Reno De La Nariz Roja", que possuii um vídeo musical.
Em abril de 2007, ela cantou a canção tema do remake da novela Muchachitas Como Tú; uma versão de "Muchachitas", de Lorena Tassinari. Após participar de alguns capitulos da novela Patito Feo, ela grava um dueto chamado "Sueño de Amor", ao lado da cantora argentina Laura Esquivel, para o álbum Patito Feo: La Historia Más Linda En El Teatro. No dia 25 de setembro, Belinda relança seu álbum Utopía 2, uma edição especial que contém 18 canção em inglês e castelhano, e um DVD com videoclipes e material inédito, além de uma nova faixa chamada "Es De Verdad", que só apareceu na versão lançada nos EUA, e a música "Why Wait?" cantada por ela na trilha sonora de The Cheetah Girls 2; Para divulgar o relançamento ela lançou os singles "If We Were" e "See A Little Light". Além disso, ainda em setembro, Belinda grava "Debo Saber" para o filme Barbie Em: A Princesa da Ilha, tendo um vídeo musical lançado em outubro de 2007, na edição especial do DVD.

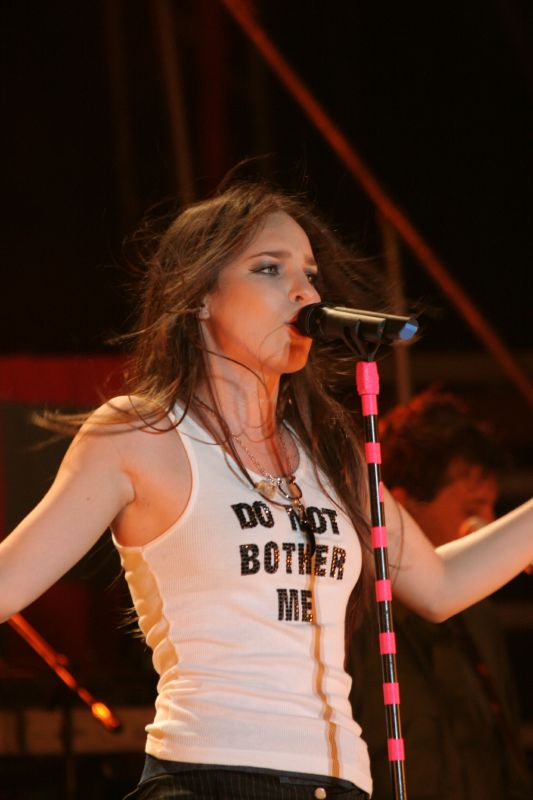
Belinda durante a Tour Utopía

Utopía foi indicada em duas categorias do Grammy Latino, de canção do ano por "Bella Traición" e melhor álbum pop feminino. E no dia 18 de outubro de 2007, Belinda ganhou dois prêmios no Los Premios MTV Latinoamérica, nas categorias de melhor videoclipe do ano e melhor cantora solo. Ela também ganhou o prêmio de Melhor Artista Pop Feminina no Premios Lo Nuestro. Em dezembro, a MTV transmitiu um pequeno reality show, intitulado Belinda: Procurando a Utopía, dividido em três capítulos, onde ela mostra a preparação da cantora para sua turnê.
No ano seguinte, Belinda esteve envolvida no remix da canção "Te Quiero", do cantor panamenho Flex, tendo um videoclipe lançado no dia 13 de maio de 2008. Ainda neste ano, durante sua turnê na Europa, gravou "Your Hero", com o grupo italiano de punk Finley, com quem participou do Festival de Canção Italiana, fazendo com que a canção chegasse no quinto lugar. Voltando ao México, no dia 25 de dezembro de 2008, Belinda dublou a Princesa Pea no filme The Tale of Despereaux.

### 2009—2011: Retorno à televisão eCarpe Diem

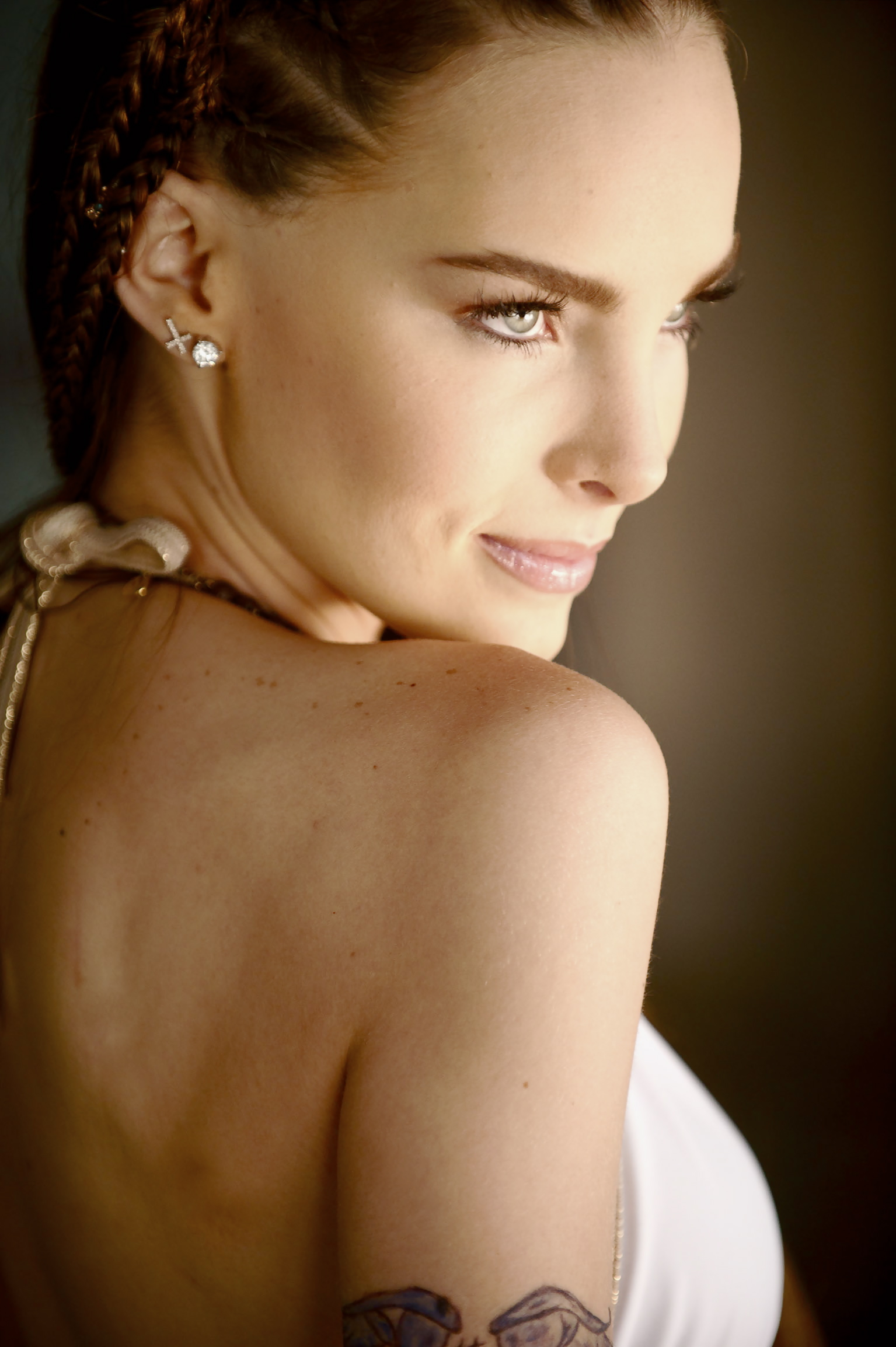
Belinda em um ensaio fotográfico em 2010.

Em julho de 2009, Belinda retorna as novelas estrelando Camaleones (No Brasil Camaleões, e foi exibida pelo SBT em 2010), ao lado do ator mexicano Alfonso Herrera. Em 18 de agosto de 2009, chega às rádios "Sal de Mi Piel", canção que foi tema principal da telenovela Camaleones.
Em fevereiro e março do ano seguinte, ao lado de vários outros artistas latinos, Belinda grava as canções "Somos El Mundo", "Ay Haití" e "Que Cante la Vida", os dois primeiro com o objetivo de ajudar as vítimas dos terremotos ocorridos no Haiti e o último no Chile. Ainda no começo de 2010, Belinda faz um dueto com Martha Sanchez, regravando a canção "Desesperada". Em 2010, Belinda também protagonizou um episódio da série Mujeres Asesinas,.aonde ela também regravou o bolero "Contigo En La Distancia".
Em 8 de fevereiro de 2010, foi lançado o primeiro single de seu novo álbum, "Egoista", com a participação do rapper Pitbull, e foi um sucesso comercial. No dia 23 de março de 2010, é lançado seu terceiro álbum de estúdio, Carpe Diem. Dois dias após o seu lançamento no México, Belinda recebeu um disco de ouro, por mais de 30 000 cópias vendidas. O álbum foi gravado em Los Angeles, Miami e na Suécia, sob a batuta de uma gama de produtores, e diferente de seus antecessores, foi mais focado no gênero dance-pop. Em maio de 2010, Belinda visitou o Brasil para a promover o Carpe Diem, e passou por vários programas de televisão, como o Programa da Hebe. Belinda voltou ao Brasil em 11 de dezembro, para participar do DVD do cantor Luan Santana, onde eles interpretam a canção "Meu Menino/Minha Menina", no show que foi realizado no HSBC Arena, no Rio de Janeiro.
A faixa "Lolita" virou tema principal de Niñas Mal, a primeira telenovela da MTV Latina. O segundo single do álbum "Dopamina", foi lançado em 10 de agosto de 2010 nas rádios. O videoclipe foi lançado em 2 de fevereiro de 2011. Belinda declarou em seu Facebook que estava dando os toques finais em seus próximos dois vídeos para os singles "Gaia" e "Amor Transgénico", que mais tarde foram cancelados.

### 2012—2022:Catarsis
Belinda afirmou em entrevistas que, após o lançamento do seu terceiro álbum, ela pensou em abandonar sua carreira musical, por acreditar que a sua "inspiração havia acabado", afirmando que não havia mais nada sobre o que escrever. Em seguida, após uma série de acontecimentos em sua vida pessoal, a cantora afirmou que estas experiências dariam material suficiente para um novo disco, e para tanto ela precisaria passar por uma purificação. Em outubro de 2011, Belinda mudou-se para Miami, Flórida, para começar o processo de gravação do álbum. Ela montou um estúdio de gravação em sua casa, e co-escreveu cada uma das músicas do álbum.
Em 2012, Belinda anunciou o titulo de seu quarto álbum de estúdio, Catarsis, e a data de lançamento para 25 de setembro de 2012. Em 19 de junho de 2012, ela lançou o primeiro single do álbum, "En El Amor Hay Que Perdonar", e ela apresentou no Premios Juventud e no Kids' Choice Awards México. O single chegou ao primeiro lugar na parada de singles mexicana, permanecendo por uma semana. "En la Obscuridad" foi lançado como o segundo single em novembro de 2012, e chegou no top 10 na parada de singles mexicana. Teve um impacto internacional na carreira de Belinda, chegando ao número 39 na Espanha e ao número 65 na Coreia do Sul. Em apenas dois dias, o vídeo quebrou o um recorde de música latina na VEVO, com mais de 3 milhões de visualizações. Catarsis que estava programado para ser lançado em 25 de setembro de 2012, foi adiado para o dia 26 de fevereiro de 2013, e por fim, lançado em 2 de julho de 2013, pela Capitol Latin.
Em junho de 2013, ela se tornou jurada do El Factor X (versão em espanhol do programa The X Factor). Em agosto de 2013, Belinda embarcou na turnê Catarsis Tour. Apresentando uma produção muito maior do que suas turnês anteriores, a turnê durou quase três anos, terminando em meados de 2016; Ela também se apresentou em vários festivais pela América Latina. A turnê passou por mudanças no palco, cenários e guarda-roupas. Também teve uma fase chamada de "Kastle Ghost Koncept", que incluía um castelo montado no palco e cantores famosos fazendo participações.
Em 2017, ela atuou no filme Baywatch, ao lado de Zac Efron e Dwayne Johnson. Entre 2019 e 2021, ela atuou como técnica do programa La Voz. Ela também participou das versões Senior e Kids do programa.  
Em maio de 2022 estrelou a série Bienvenidos a Edén, da Netflix, como Africa Guadalupe López. Uma segunda temporada foi lançada em 21 de abril de 2023.

### 2023—presente:Indómita
Em 2023, Belinda assinou contrato com a gravadora Warner Music Latina.
Em 31 de janeiro de 2024, Belinda lançou seu novo single "Cactus", marcando a sua volta ao trabalho solo depois de 11 anos. Também atuou na minissérie ¿Quién lo mató?, da Amazon Prime Video, que foi lançada em 24 de maio de 2024.

## Vida Pessoal

### Relacionamentos
Belinda namorou com seu colega de trabalho Christopher Uckermann em 2001, quando os dois viviam os protagonistas da novela “Aventuras en el Tiempo”. Na época ela tinha 12 anos e Christopher 14; Ela disse em uma entrevista que Christopher foi seu primeiro namorado, seu primeiro beijo e também sua primeira decepção amorosa.
Belinda começou a namorar o cantor mexicano Christian Nodal em 2020, que conheceu enquanto trabalhavam juntos em La Voz. Eles anunciaram o noivado em maio de 2021, que aconteceu em um restaurante em Barcelona. Em fevereiro de 2022, Nodal anunciou a separação.

### Fortuna
Belinda tem uma fortuna avaliada em 120 milhões de dólares. Somente com as telenovelas que protagonizou na Televisa, Belinda ganhou mais de 10 milhões de dólares. Sua mansão na Cidade do México está avaliada em 5 milhões de dólares. Em 2007, ao completar 18 anos, a revista Forbes noticiou que Belinda era a artista mais rica da América Latina com menos de 21 anos, com um patrimônio de 25 milhões de dólares.  Em 2014, onde foi divulgado que Belinda cobra um milhão de dólares para fazer um dueto com qualquer artista e 80 mil dólares por um tweet destinado a algum produto.
Em 2010, foi divulgado que, apesar da atriz ter feito fortuna no México, a maior parte de seus bens estão na Espanha. Em 2023, ela foi acusada de fraude fiscal no México, tendo que prestar depoimento na Unidade Especializada em Delitos Fiscais e Financeiros.

## Discografia
- Belinda (2003)
- Utopía (2006)
- Carpe Diem (2010)
- Catarsis (2013)
- Indómita (2025)

## Filmografia
| Ano       | Título                         | Personagem                                  | Notas                             |
| --------- | ------------------------------ | ------------------------------------------- | --------------------------------- |
| 2000      | Amigos x siempre               | Ana Capistrán Vidal                         | Protagonista                      |
| 2001      | Aventuras en el tiempo         | Violeta Arcángel Flores                     | Protagonista                      |
| 2002      | Cómplices al rescate           | Silvana del Valle Ontiveros / Mariana Cantú | Protagonista                      |
| 2004      | Corazones al límite            | Elena "Elenita" Arellano Gómez              | Participação                      |
| 2004      | Bakán                          | Ela mesma                                   |                                   |
| 2005      | Diario de Belinda e Moderatto  | Ela mesma                                   |                                   |
| 2006      | Rock Dinner                    | Ela mesma                                   |                                   |
| 2007      | Patito Feo                     | Ela mesma                                   |                                   |
| 2007      | Belinda, Buscando Utopía       | Ela mesma                                   | Reality show de 3 partes da MTV   |
| 2009      | MTV Fan Van                    | Ela mesma                                   |                                   |
| 2009      | Camaleones                     | Valentina Zaguirre                          | Protagonista                      |
| 2010      | Mujeres Asesinas               | Annette VanDiryk                            | Episódio: "Annette y Ana, Nobles" |
| 2011      | Belinda, Un Reality de Mi Vida | Ela mesma                                   | Reality show; 13 episódios        |
| 2013      | El Factor X                    | Ela mesma                                   | Jurada                            |
| 2019–2020 | La Voz                         | Ela mesma                                   | Jurada                            |
| 2022–2023 | Bienvenidos a Edén             | África Guadalupe López                      | Elenco principal                  |
| 2024      | ¿Quién lo mató?                | Paola Durante                               | Elenco Principal                  |
| 2025      | Mentiras: La Serie             | Daniela                                     | Elenco Principal                  |

| Ano  | Título                           | Personagem           |
| ---- | -------------------------------- | -------------------- |
| 2006 | The Cheetah Girls 2              | Marisol Durán        |
| 2008 | The Tale of Despereaux           | Princesa Pea (voz)   |
| 2012 | Las Aventuras de Tadeo           | Sara (Voz)           |
| 2016 | Trolls                           | Princesa Poppy (Voz) |
| 2017 | Baywatch                         | Carmen               |
| 2020 | Trolls World Tour                | Princesa Poppy (Voz) |
| 2021 | My Little Pony: A New Generation | Princesa Poppy (Voz) |
| 2023 | Trolls Band Together             | Princesa Poppy (Voz) |

## Turnês
- Fiesta En La Azotea (2004–05)
- Tour Utopía (2007–08)
- Catarsis Tour (2013–16)
- Libertad: Bailala! Tour (2022–23)